# Казанков Сергій Валентинович
Сергій Валентинович Казанков (туркм. Sergeý Kazankow; нар. 26 червня 1957) — радянський та туркменістанський футболіст, тренер.

## Кар'єра гравця
Вихованець ДЮСШ «Будівельник» (Ашгабат). Дорослу футбольну кар'єру розпочав у 1974 році в складі того ж «Будівельника», який незабаром змінив назву на «Колхозчі», з яким виступав у першій лізі. Грав в 1979 в складі збірної Туркменської РСР на літній Спартакіаді народів СРСР. У 1982 році опинився в команді «Колос» (Нікополь), де зарекомендував себе забивним форвардом. Був помічений селекціонерами «Дніпра» і запрошений до Дніпропетровська. Однак у складі не закріпився і повернувся назад у «Колос», де провів декілька успішних сезонів. Влітку 1989 року перейшов до «Ахалу-ЦОП», в 1989 році разос з командою виступав у Другій союзній лізі. У 1990 році активні виступи припинив, виступав на першість Туркменської РСР за ТСХТ, одночасно працював таксистом в Ашгабаті. У 1992 році грав у вищій лізі Туркменістану, причому з перших турів захопив першість серед найкращих бомбардирів. Найкращий бомбардир чемпіонату 1992 року — 41 м'яч. У 1994 році захищав кольори «Бабадайхану», в складі якого й завершив кар'єру гравця.

## Кар'єра тренера
Ще будучи гравцем розпочав тренерську діяльність. У 1991 році поєднував функції гравця та тренера у клубі «Ахал-ЦОП». Потім працював у тренерському штабі рідного «Копетдагу», а в 1999 році разом з Равілем Менжелеєвим керував клубом. Серед вихованців Казанкова — Володимир Байрамов. У травні 2008 року отримав запрошення від Футбольної академії Краснодару.

## Особисте життя
Батько туркменістанського та російського футболіста Максима Казанкова.

## Досягнення

### Як гравця
«Колос» (Нікополь)
- Перша ліга СРСР
  -  Бронзовий призер (1): 1982

### Як тренера
«Копетдаг» (Ашгабат)
- Кубок Туркменістану
  -  Володар (1): 1998/99

### Індивідуальні
- Найкращий бомбардир чемпіонату Туркменістану: 1992 (41 гол)

### Відзнаки
- Майстер спорту СРСР